# Фторид нептуния(VI)
Фторид нептуния(VI) — бинарное неорганическое соединение,
соль нептуния и плавиковой кислоты
с формулой NpF6,
оранжевые кристаллы,
реагирует с водой.

## Получение
- Пропускание фтора через нагретый фторид нептуния(III):

{\displaystyle {\mathsf {2NpF_{3}+3F_{2}\ {\xrightarrow {250^{o}C}}\ 2NpF_{6}}}}
- Пропускание фтора через нагретый фторид нептуния(IV):

{\displaystyle {\mathsf {NpF_{4}+F_{2}\ {\xrightarrow {560^{o}C}}\ NpF_{6}}}}
- Пропускание фтора через нагретый оксид нептуния(IV):

{\displaystyle {\mathsf {NpO_{2}+3F_{2}\ {\xrightarrow {600-700^{o}C}}\ NpF_{6}+2O_{2}}}}

## Физические свойства
Фторид нептуния(VI) образует оранжевые кристаллы
ромбической сингонии,
пространственная группа P nma,
параметры ячейки a = 0,9910 нм, b = 0,8978 нм, c = 0,5210 нм, Z = 4.
Бурно реагирует с водой, разлагается на свету.
Легко сублимирует с образованием бесцветного пара.